# バリー賞
バリー賞（バリーしょう、The Barry Award）は、1997年からアメリカ合衆国の季刊推理雑誌『デッドリー・プレジャーズ (Deadly Pleasures) 』の編集者らによって授与されるミステリの賞。2007年から2009年には『ミステリー・ニュース (Mystery News) 』の出版と合わせてバウチャーコンの会場で受賞作が発表された。賞の名は、アメリカの批評家、バリー・ガードナーにちなむ。
長編賞、新人賞、英国ミステリ賞、ペーパーバック賞、スリラー賞、短編賞、ノンフィクション賞などの部門がある。「英国ミステリ賞」は、イギリスで最初に出版された作品が対象であり、著者の国籍や作品の舞台がイギリスでなくても構わない。

## 部門別の受賞者・候補者

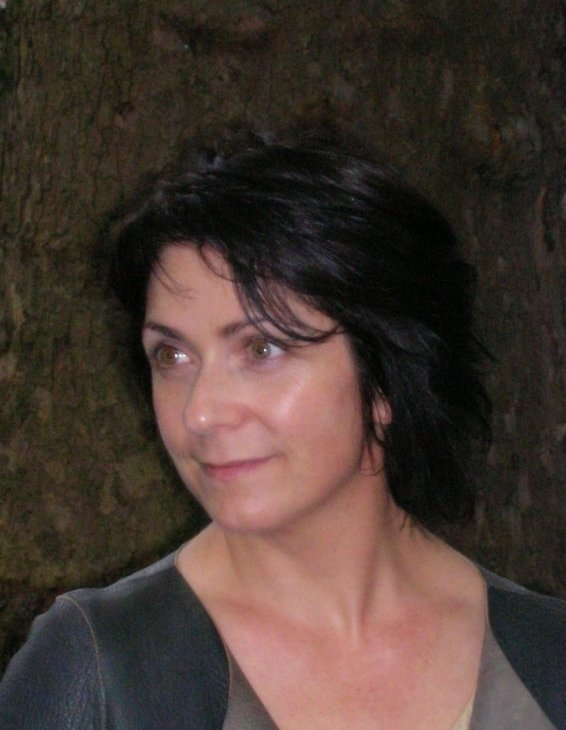
デニーズ・ミーナ（2006年 最優秀英国ミステリ賞受賞）

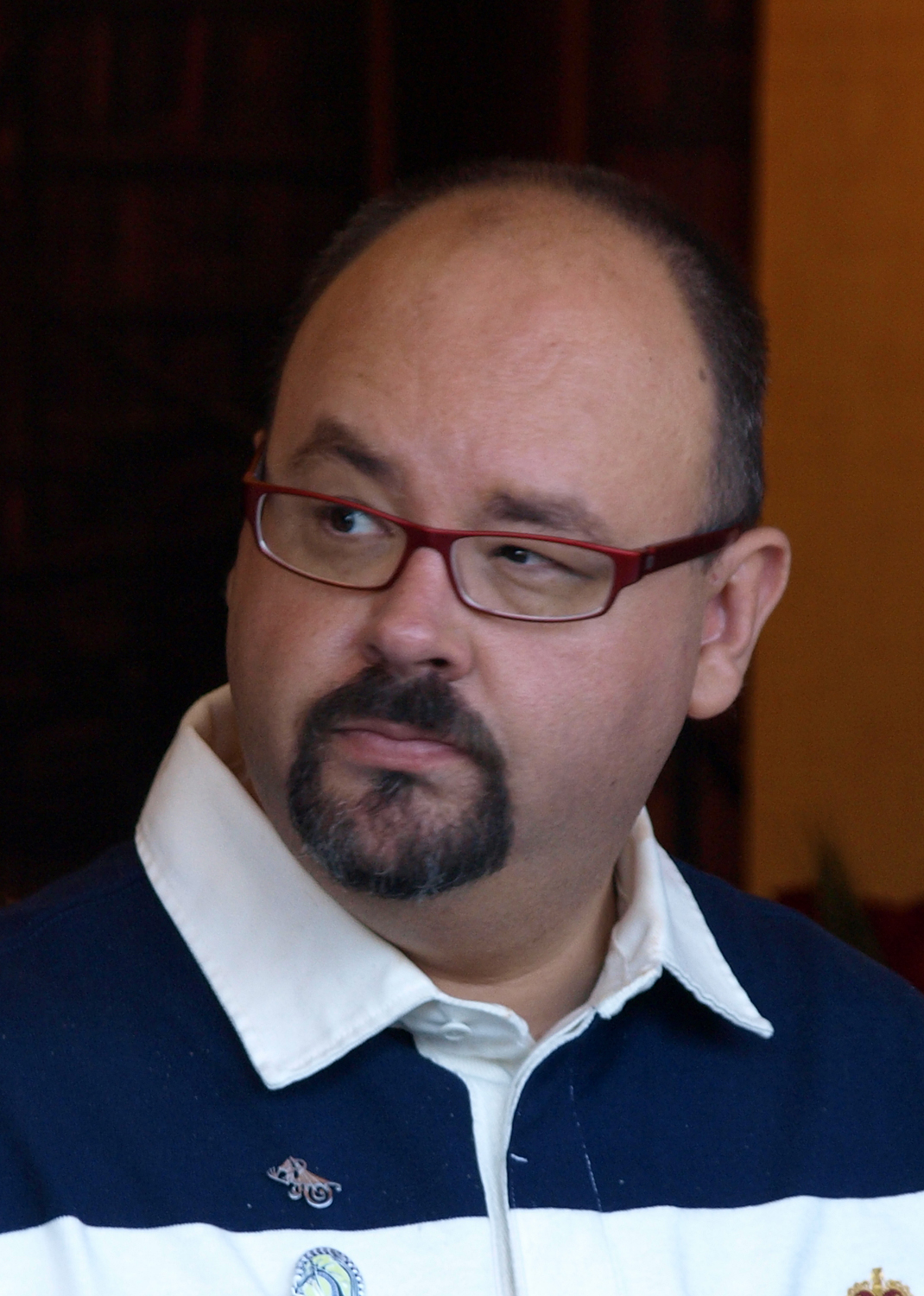
カルロス・ルイス・サフォン（2005年 最優秀新人賞受賞）

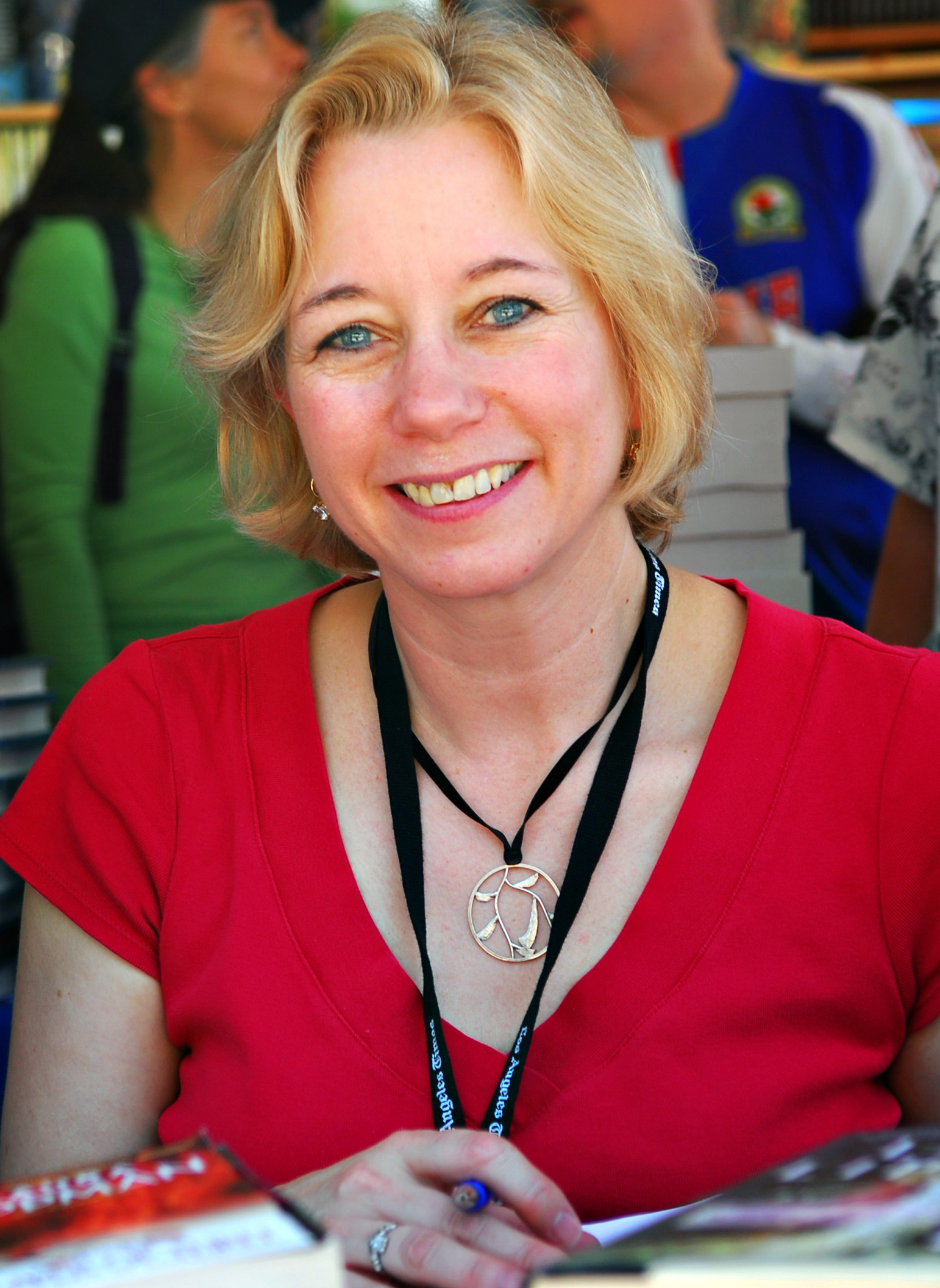
ローラ・リップマン（2004年・2008年 最優秀長編賞受賞）

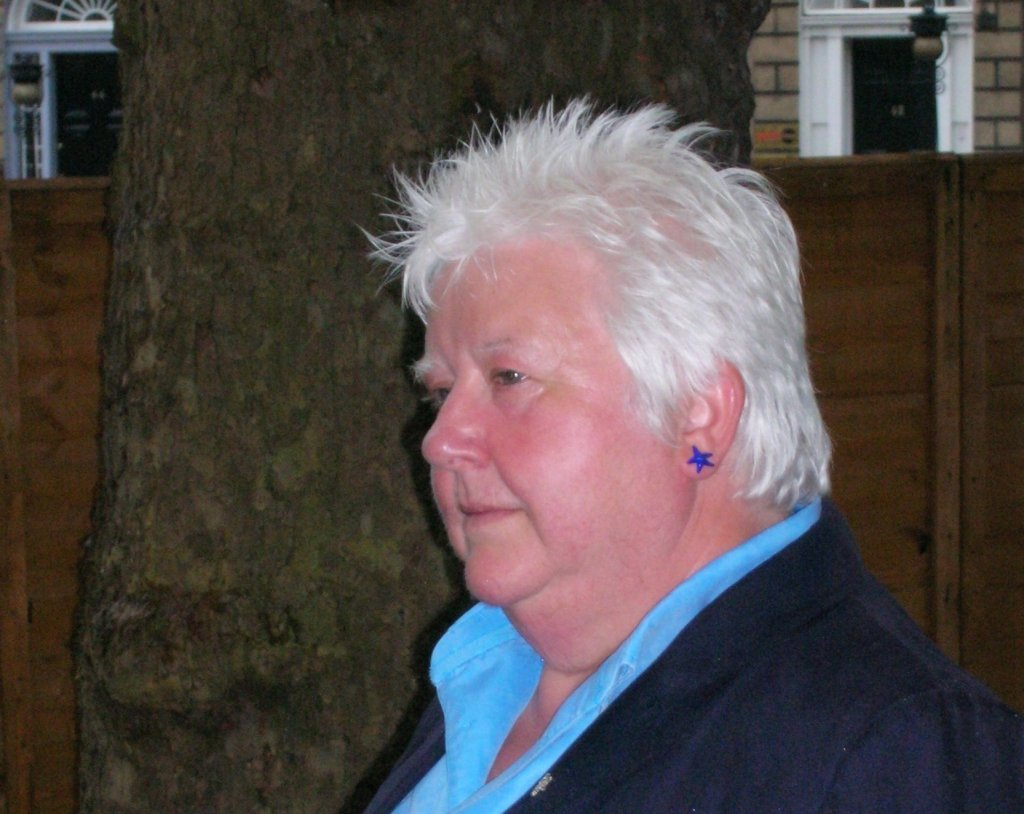
ヴァル・マクダーミド（2000年・2004年 最優秀英国ミステリ賞受賞）

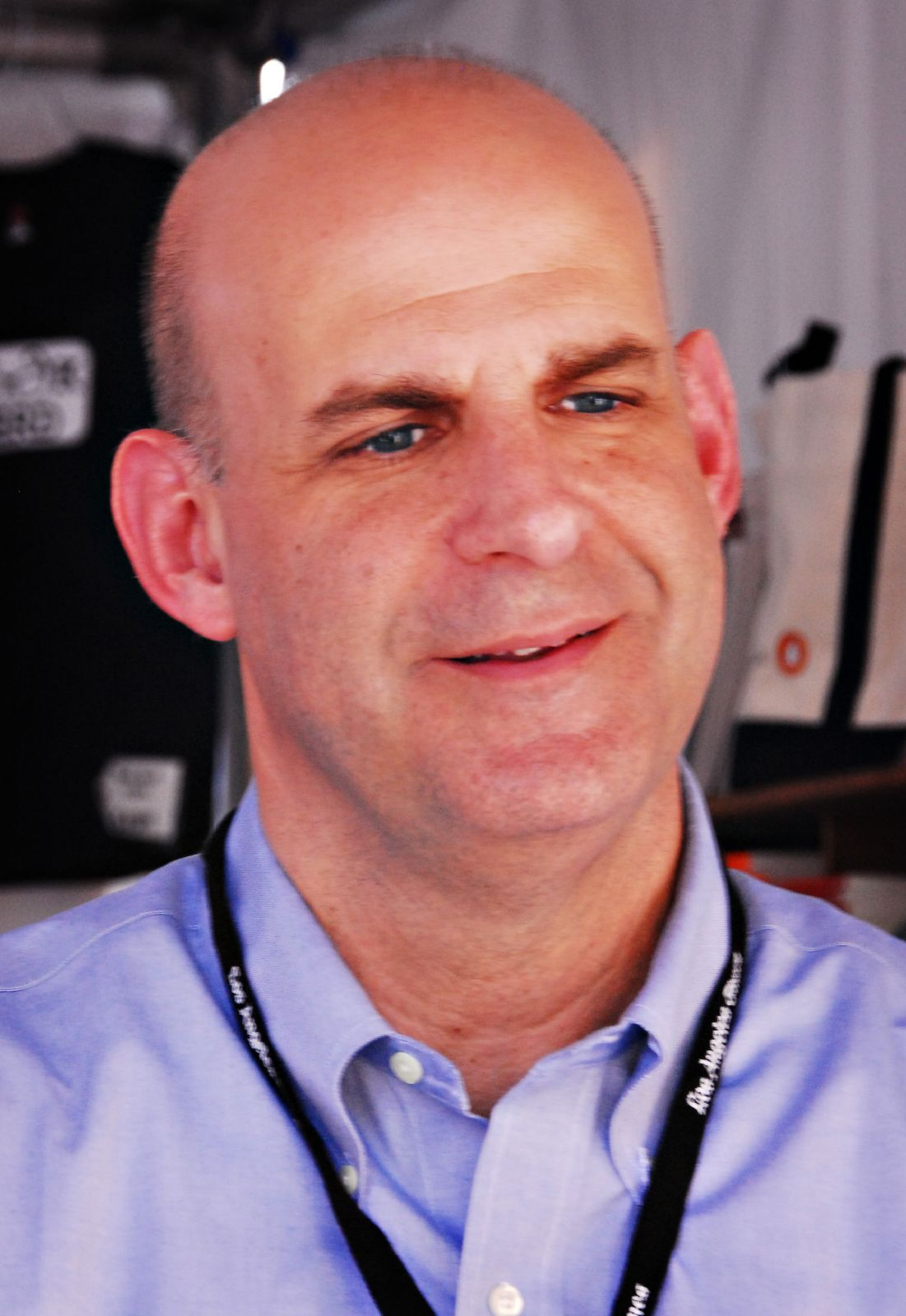
ハーラン・コーベン（1998年 最優秀ペーパーバック賞受賞）

### 長編賞
| 年     | 受賞                                                                          | ノミネート |
| ------ | ----------------------------------------------------------------------------- | --- |
| 1997年 | ピーター・ラヴゼイ 『猟犬クラブ』                                             | - マーガレット･ローレンス "Hearts and Bones" - トマス・ペリー "Dance of the Dead" - レジナルド・ヒル 『幻の森』 - ロシェル・メジャー・クリッヒ "Speak No Evil" - トマス・H・クック 『緋色の記憶』                                                                         |
| 1998年 | マイクル・コナリー 『トランク・ミュージック』                                 | - デボラ・クロンビー 『警視の死角』 - ジャン・バーク 『少年たちの沈黙』 - ビル・プロンジーニ 『よそ者たちの荒野』 - ドン・ウィンズロウ 『ボビーZの気怠く優雅な人生』 - S・J・ローザン 『どこよりも冷たいところ』 - ジェイムズ・リー・バーク 『シマロン・ローズ』          |
| 1999年 | レジナルド・ヒル 『ベウラの頂』 デニス・ルヘイン 『愛しき者はすべて去りゆく』 | - リース・ボウエン "Evan Help Us" - マイクル・コナリー 『わが心臓の痛み』 - ジェフリー・ディーヴァー 『コフィン・ダンサー』 - キャロル・オコンネル 『クリスマスに少女は還る』 - イアン・ランキン 『首吊りの庭』 - メアリー・ウィリス・ウォーカー 『すべて死者は横たわる』 |
| 2000年 | ピーター・ロビンスン 『渇いた季節』                                           | - マイクル・コナリー 『エンジェルズ・フライト』 - ロバート・クレイス "L.A. Requiem" - ジャネット・イヴァノヴィッチ 『けちんぼフレッドを探せ!』 - ジョン・カッツェンバック "Hart's War" - デニス・ルヘイン 『雨に祈りを』                                                  |
| 2001年 | ネヴァダ・バー "Deep South"                                                   | - リー・チャイルド "Running Blind" - トマス・H・クック 『心の砕ける音』 - ビル・フィッチュー "Cross Dressing" - スティーヴ・ハミルトン 『ウルフ・ムーンの夜』 - バーバラ・セラネラ "Unwanted Company"                                                                     |
| 2002年 | デニス・ルヘイン 『ミスティック・リバー』                                     | - ハーラン・コーベン 『唇を閉ざせ』 - マイクル・コナリー 『夜より暗き闇』 - ウィリアム・K・クルーガー 『煉獄の丘』 - T・ジェファーソン・パーカー 『サイレント・ジョー』 - ジョージ・P・ペレケーノス 『曇りなき正義』 - ドナルド・E・ウェストレイク 『バッド・ニュース』   |
| 2003年 | マイクル・コナリー 『シティ・オブ・ボーンズ』                                 | - リー・チャイルド "Without Fail" - ティム・コッキー "The Hearse Case Scenario" - スティーヴ・ハミルトン "North of Nowhere" - ジョージ・P・ペレケーノス 『終わりなき孤独』 - S・J・ローザン 『冬そして夜』                                                                |
| 2004年 | ローラ・リップマン 『あの日、少女たちは赤ん坊を殺した』                       | - ケン・ブルーウン 『酔いどれに悪人なし』 - ダン・フェスパーマン "The Small Boat of Great Sorrows" - ローリー・R・キング "Keeping Watch" - デニス・ルヘイン 『シャッター・アイランド』 - ジュリア・スペンサー＝フレミング "Fountain Filled with Blood"                    |
| 2005年 | リー・チャイルド 『前夜』                                                     | - K・J・エリクソン "Alone at Night" - ジェフ・リンジー 『デクスター 幼き者への挽歌』 - クリス・ムーニー "Remembering Sarah" - ウォルター・モズリイ "Little Scarlet" - ジョージ・P・ペレケーノス 『変わらぬ哀しみは』                                                      |
| 2006年 | トマス・H・クック 『緋色の迷宮』                                              | - ジャン・バーク "Bloodlines" - ウィリアム・K・クルーガー 『闇の記憶』 - デイヴィッド・ローゼンフェルト "Sudden Death" - ジェイムズ・スウェイン "Mr. Lucky" - ドン・ウィンズロウ 『犬の力』                                                                               |
| 2007年 | ジョージ・P・ペレケーノス 『夜は終わらない』                                  | - エース・アトキンス 『ホワイト・シャドウ』 - リース・ボウエン "Oh Danny Boy" - バリー・アイスラー "The Last Assassin" - ダン・フェスパーマン "The Prisoner of Guantanamo" - アリアナ・フランクリン "City of Shadows"                                                     |
| 2008年 | ローラ・リップマン 『女たちの真実』                                           | - リード・ファレル・コールマン "Soul Patch" - ジョン・コナリー "The Unquiet" - ジョン・ハート 『川は静かに流れ』 - J・A・コンラス "Dirty Martini" - ピーター・スピーゲルマン 『わたしを殺して、そして傷口を舐めて。』                                                     |
| 2009年 | アーナルデュル・インドリダソン "The Draining Lake"                            | - ショーン・チャーコーヴァー "Trigger City" - マイクル・コリータ 『夜を希う』 - ウィリアム・K・クルーガー "Red Knife" - ルイーズ・ペニー 『スリー・パインズ村の無慈悲な春』 - ドン・ウィンズロウ 『夜明けのパトロール』                                                   |
| 2010年 | ジョン・ハート 『ラスト・チャイルド』                                         | - ジョン・コナリー "The Gates" - デイヴィッド・エリス "The Hidden Man" - ジョー・ゴアズ 『スペード&アーチャー探偵事務所』 - マーシャ・ミュラー "Locked In" - S・J・ローザン 『シャンハイ・ムーン』                                                                        |
| 2011年 | スティーヴ・ハミルトン 『解錠師』                                             | - C・J・ボックス "Nowhere to Run" - トム・フランクリン 『ねじれた文字、ねじれた路』 - デニス・ルヘイン 『ムーンライト・マイル』 - ルイーズ・ペニー "Bury Your Dead" - ドン・ウィンズロウ 『野蛮なやつら』                                                                 |
| 2012年 | ユッシ・エーズラ・オールスン 『特捜部Q―檻の中の女―』                          | - リンウッド・バークレイ "The Accident" - リード・ファレル・コールマン "The Hurt Machine" - ジョン・ハート 『アイアン・ハウス』 - クレイグ・ジョンスン "Hell is Empty" - ヘニング・マンケル "The Troubled Man"                                                            |
| 2013年 | ピーター・メイ "The Black House"                                              | - ギリアン・フリン 『ゴーン・ガール』 - リンウッド・バークレイ "Trust Your Eyes" - ウィリアム・ランディ 『ジェイコブを守るため』 - デニス・ルヘイン 『夜に生きる』 - S・J・ボルトン "Dead Scared"                                                                         |
| 2014年 | ウィリアム・K・クルーガー 『ありふれた祈り』                                  | - ユッシ・エーズラ・オールスン 『特捜部Q―Pからのメッセージ―』 - リンウッド・バークレイ "A Tap on the Window" - トマス・H・クック 『サンドリーヌ裁判』 - ロバート・クレイス 『容疑者』 - イアン・ランキン 『他人の墓の中に立ち』                                           |
| 2015年 | グレッグ・アイルズ "Natchez Burning"                                          | - ユッシ・エーズラ・オールスン 『特捜部Q―知りすぎたマルコ―』 - ジェームズ・R・ベン "The Rest is Silence" - リード・ファレル・コールマン "Hollow Girl" - ブルース・ダシルヴァ "Providence Rag" - アーナルデュル・インドリダソン "Strange Shores"                           |
| 2016年 | C・J・ボックス "Badlands"                                                     | - ジョン・コナリー "A Song of Shadows" - オーウェン・ラウカネン "The Stolen Ones" - マイケル・ロボサム 『生か、死か』 - ジェフ・シガー "Devil of Delphi" - ドン・ウィンズロウ 『ザ・カルテル』                                                                            |
| 2017年 | ルイーズ・ペニー "A Great Reckoning"                                          | |

### スリラー賞
| 年     | 受賞                                                  | ノミネート |
| ------ | ----------------------------------------------------- | --- |
| 2005年 | バリー・アイスラー 『雨の罠』                         | - マシュー・ライリー 『ターゲットナンバー12』 - ジェイ・マクラーティ "Bagman" - ジョゼフ・ガーバー 『奪回指令』 - ダニエル・シルヴァ 『さらば死都ウィーン』 - ジョセフ・フィンダー 『侵入社員』                    |
| 2006年 | ジョゼフ・フィンダー 『解雇通告』                     | - ヴィンス・フリン "Consent to Kill" - マイケル・ローソン "The Inside Ring" - マシュー・ライリー 『7ワンダーズ』 - ジェームズ・ロリンズ 『マギの聖骨』 - グレッグ・ルッカ "Private Wars"                           |
| 2007年 | ダニエル・シルヴァ "The Messenger"                    | - ジョゼフ・フィンダー 『最高処刑責任者』 - アラン・ファースト "The Foreign Correspondent" - サイモン・カーニック 『ノンストップ!』 - スティーヴン・レザー "Cold Kill" - スティーヴン・ホワイト "Kill Me"          |
| 2008年 | ロバート・クレイス 『天使の護衛』                     | - リンウッド・バークレイ 『失踪家族』 - ブレット・バトルズ 『懸賞首の男』 - ブレント・ゲルフィ 『狼のゲーム』 - トマス・ペリー "Silence" - ジム・スウェイン "Midnight Rambler"                                     |
| 2009年 | ブレット・バトルズ "The Deceived"                     | - ジェフ・アボット "Collision" - トム・ケイン "The Survivor" - コリン・ハリスン "Finder" - スティーヴン・ハンター 『黄昏の狙撃手』 - マーカス・セイキー "Good People"                                              |
| 2010年 | ジェイミー・フレヴェレッティ "Running from the Devil" | - トム・ケイン "No Survivors" - マーク・グリーニー "The Gray Man" - デレク・ハーズ "Columbus: A Silver Bear Thriller" - マイク・ローソン "House Secrets" - グレッグ・ルッカ 『回帰者』                             |
| 2011年 | デオン・マイヤー "13 Hours"                           | - ヴィンス・フリン "American Assassin" - ノア・ボイド 『脅迫』 - チャールズ・チャーターズ "Bolt Action" - マーク・グリーニー 『暗殺者の正義』 - ダニエル・シルヴァ "The Rembrandt Affair"                          |
| 2012年 | トマス・ペリー "The Informant"                        | - トム・ケイン "Carver" - ベン・コーズ "Coup d'etat" - マシュー・ダン "Spycatcher" - マーク・グリーニー 『暗殺者の鎮魂』 - マイク・ローソン "House Divided"                                                        |
| 2013年 | ダニエル・シルヴァ "The Fallen Angel"                 | - ベン・コウ "The Last Refuge" - デレク・ハス "The Right Hand" - チャールズ・カミング 『甦ったスパイ』 - マイク・ローソン "House Blood" - ブライアン・フリーマントル "Red Star Burning"                            |
| 2014年 | テイラー・スティーヴンス 『ドールマン』               | - ミック・ヘロン 『死んだライオン』 - ロジャー・ホッブス 『ゴーストマン 時限紙幣』 - ジェイソン・マシューズ 『レッド・スパロー』 - チャールズ・マッキャリー 『上海ファクター』 - スチュアート・ネヴィル "Ratlines" |
| 2015年 | マイクル・コリータ "Those Who Wish Me Dead"           | - ジョー・フィンダー "Suspicion" - イアン・ハミルトン (作家) "The Water Rat of Wanchai" - ロバート・ハリス "An Officer and a Spy" - テリー・ヘイズ 『ピルグリム』 - マイク・ローソン "House Reckoning"             |
| 2016年 | テイラー・スティーヴンス "The Mask"                   | - マーク・キャメロン "Brute Force" - クリス・ホルム 『殺し屋を殺せ』 - M・A・ローソン "Viking Bay" - ステファニー・ピントフ "Hostage Taker" - A・J・タタ "Foreign and Domestic"                                    |
| 2017年 | ジョゼフ・フィンダー "Guilty Minds"                   | |

### 英国ミステリ賞
| 年     | 受賞                                                        | ノミネート |
| ------ | ----------------------------------------------------------- | --- |
| 2000年 | ヴァル・マクダーミド 『処刑の方程式』                       | - レニー・エアース 『夜の闇を待ちながら』 - ジョン・コナリー "Every Dead Thing" - コリン・ファルコナー "Rough Justice" - バリー・メイトランド "The Chalon Heads"                                                              |
| 2001年 | スティーヴン・ブース 『黒い犬』                             | - ジョン・コナリー "Dark Hollow" - サラ・ダイアモンド "The Beach Road" - コリン・ファルコナー "The Certainty of Doing Evil" - ピーター・ラヴゼイ 『死神の戯れ』                                                               |
| 2002年 | スティーヴン・ブース 『死と踊る乙女』                       | - キャロライン・カーヴァー "Blood Junction" - ジョン・コナリー "The Killing Kind" - レジナルド・ヒル 『死者との対話』 - P・D・ジェイムズ 『神学校の死』 - ヴァル・マクダーミド 『シャドウ・キラー』 - イアン・ランキン 『滝』 |
| 2003年 | ジョン・コナリー "The White Road"                           | - マーク・ビリンガム "Scaredy Cat" - トム・ブラッドビー "The Master of Rain" - サイモン・カーニック 『殺す警官』 - ピーター・ラヴゼイ 『最期の声』 - エド・オコナー "The Yeare's Midnight"                                    |
| 2004年 | ヴァル・マクダーミド 『過去からの殺意』                     | - マーク・ビリンガム "Lazybones" - クリストファー・ファウラー "Full Dark House" - サイモン・カーニック 『覗く銃口』 - ピーター・ラヴゼイ 『漂う殺人鬼』 - アンドリュー・テイラー "The American Boy"                           |
| 2005年 | ジョン・ハーヴェイ (作家) 『血と肉を分けた者』              | - マーク・ビリンガム "The Burning Girl" - ケン・ブルーウン "The Dramatist" - モー・ヘイダー "Tokyo" - サイモン・カーニック "The Crime Trade" - ゾーイ・シャープ "First Drop"                                                  |
| 2006年 | デニーズ・ミーナ "The Field of Blood"                       | - レニー・エアース 『闇に濁る淵から』 - マーク・ビリンガム "Lifeless" - アーナルデュル・インドリダソン 『緑衣の女』 - サイモン・カーニック "A Good Day to Die" - マイケル・ロボサム "Lost"                                    |
| 2007年 | ケン・ブルーウン "Priest"                                   | - スチュアート・マクブライド "Dying Light" - C・J・サンソム "Sovereign" - イアン・サンソム 『蔵書まるごと消失事件』 - ニック・ストーン 『ミスター・クラリネット』 - エドワード・ライト "Red Sky Lament"                       |
| 2008年 | エドワード・ライト "Damnation Falls"                        | - R・J・エロリー 『静かなる天使の叫び』 - モー・ヘイダー "Pig Island" - グレアム・ハーリー "One Under" - ポール・ジョンストン "The Death List" - スティーヴ・モズビー "The 50/50 Killer"                                      |
| 2009年 | スティーグ・ラーソン 『ミレニアム1 ドラゴン・タトゥーの女』 | - R・J・エロリー "A Simple Act of Violence" - モー・ヘイダー "Ritual" - マイケル・ロボサム "Shatter" - アンドリュー・テイラー "Bleeding Heart Square" - マーティン・ウォーカー 『警察署長ブルーノ―緋色の十字章』              |
| 2010年 | フィリップ・カー "If The Dead Not Rise"                     | - S・J・ボルトン 『毒の目覚め』 - ジョン・コナリー "The Lovers" - レジナルド・ヒル 『午前零時のフーガ』 - デニーズ・ミーナ "Still Midnight" - ロバート・ウィルソン "Ignorance of Blood"                                       |
| 2011年 | レジナルド・ヒル "The Woodcutter"                           | - ケイト・アトキンソン "Started Early, Took My Dog" - S・J・ボルトン 『緋の収穫祭』 - ジョン・コナリー "Night Whisperers" - ルースルンド & ヘルストレム 『三秒間の死角』 - ゾーイ・シャープ "Fourth Day"                      |
| 2012年 | ピーター・ジェイムズ "Dead Man's Grip"                      | - S・J・ボルトン "Now You See Me" - ジョン・コナリー "Hell's Bells" - R・J・エロリー "Bad Signs" - エリー・グリフィス "The House at Sea's End" - アーナルデュル・インドリダソン "Outrage"                                     |

### ペーパーバック賞
| 年     | 受賞                                                                                 | ノミネート |
| ------ | ------------------------------------------------------------------------------------ | --- |
| 1997年 | スーザン・ウェイド "Walking Rain"                                                    | - テリ・ホルブルック "The Grass Widow" - ハーラン・コーベン 『カムバック・ヒーロー』 |
| 1998年 | ハーラン・コーベン 『ロンリー・ファイター』                                          | - リック・ライアダン 『ビッグ・レッド・テキーラ』 - スジャータ・マッシー 『雪 殺人事件』 - ペニー・ワーナー 『死体は訴える』 |
| 1999年 |                                                                                      | |
| 2000年 | ロビン・バーセル 『霧に濡れた死者たち』 キャロライン・ロー "An Antidote for Avarice" | - キャロライン・ヘインズ 『ダリアハウスの陽気な幽霊』 - ジェリー・ケニーリー "The Hunted" - シンクレア・ブラウニング "The Last Song Dogs" |
| 2001年 | エリック・ライト 『ロージー・ドーンの誘拐』                                          | - グリン・マーシュ・アラム "Dive Deep and Deadly" - ケイト・グライリー "Death Dances to a Reggae Beat" - キャシー・ジョン "Little Mexico" - ベス・ソーニエ "Distemper"                                                                        |
| 2002年 | デボラ・ウッドワース "Killing Gifts"                                                 | - シンクレア・ブラウニング "Rode Hard, Put Away Dead" - デボラ・モーガン "Death is a Cabaret" - ベス・ソーニエ "The Fourth Wall" - マーティン・J・スミス "Straw Men"                                                                          |
| 2003年 | ダニエル・ジラール "Cold Silence"                                                    | - ジェフ・アボット 『海賊岬の死体』 - ロビン・バーセル "Fatal Truth" - D・ダニエル・ジャッドソン "The Bone Orchard" - アンナ・ソルター 『囚人分析医』 - ブライアン・ウィプラッド 『ピップスキーク!』                                          |
| 2004年 | ジェイソン・スター "Tough Luck"                                                      | - エレーヌ・フリン "Dealing in Murder" - クリストファー・ハイド "Wisdom of the Bones" - ジェイ・マクラーティ 『運び屋を追え』 - ジュディス・ヴァン・ギースン "The Shadow of Venus" - エレイン・ヴィエッツ 『死体にもカバーを』                |
| 2005年 | エレーヌ・フリン "Tagged for Murder"                                                 | - ラリー・バインハート 『図書館員』 - トマス・H・クック 『蜘蛛の巣のなかへ』 - M・G・キンケイド "Last Seen in Aberdeen" - ドメニック・スタンズベリー 『告白』 - ジェイソン・スター "Twisted City"                                             |
| 2006年 | リード・ファレル・コールマン "The James Deans"                                       | - チャーリー・ヒューストン "Six Bad Things" - モーリーン・ジェニングス "Night's Child" - ロシェル・メジャー・クリッヒ "Now You See Me" - メアリー・ジェーン・マフィーニ "The Dead Don't Get out Much" - ジョン・ラムゼイ・ミラー "Inside Out" |
| 2007年 | ショーン・ドリットル "The Cleanup"                                                   | - ケン・ブルーウン&ジェイソン・スター "Bust" - マックス・アラン・コリンズ "The Last Quarry" - ジェイ・マクラーティ "Live Wire" - ジェイムズ・スウェイン "Deadman's Poker" - ブライアン・ウィプラッド "Crooked"                                |
| 2008年 | ミーガン・アボット 『暗黒街の女』                                                    | - フェリシア・ドノヴァン "Black Widow Agency" - ジェイ・マクラーティ "Choke Point" - ジェイソン・ピンター "The Mark" - フレッド・ヴァルガス "Wash This Blood Clean From My Hand" - ケヴィン・ウィグノール 『コンラッド・ハーストの正体』      |
| 2009年 | ジュリー・ハイジー 『厨房のちいさな名探偵』                                          | - マックス・アラン・コリンズ "The First Quarry" - クリスタ・ファウスト "Money Shot" - オーサ・ラーソン 『黒い氷』 - ドゥエイン・スウィアジンスキー 『解雇手当』 - ヨハン・テオリン 『黄昏に眠る秋』                                           |
| 2010年 | ブライアン・グルーリー 『湖は餓えて煙る』                                            | - ミーガン・アボット "Bury Me Deep" - マックス・アラン・コリンズ "Quarry in the Middle" - ヘザー・グーテンカウフ "The Weight of Silence" - フランク・タリス "Fatal Lies" - L・C・タイラー "The Herring-Seller's Apprentice"                   |
| 2011年 | ヴァル・マクダーミド "Fever at the Bone"                                             | - ブライアン・グルーリー "The Hanging Tree" - ソフィー・ハナ "The Dead Lie Down" - ジュリー・ハイジー 『春のイースターは卵が問題』 - ジュディス・ロック "The Rhetoric of Death" - A・D・スコット "A Small Death in the Great Glen"            |
| 2012年 | マイクル・スタンレイ "Death of the Mantis"                                           | - ブレット・バトルズ "The Silenced" - オリバー・ポシェック "The Hangman's Daughter" - A・D・スコット "A Double Death on the Black Isle" - ドゥエイン・スウィアジンスキー "Fun and Games" - ニコラ・アップソン "Two for Sorrow"                |
| 2013年 | スーザン・イーリア・マクニール 『チャーチル閣下の秘書』                              | - ジョン・エンライト "Pago Pago Tango" - マーラ・ナン "Blessed Are The Dead" - ソフィー・ハナ "The Other Woman's House" - アラン・グリン "Bloodland" - A・D・スコット "Beneath The Abbey Wall"                                                |
| 2014年 | エイドリアン・マッキンティ 『サイレンズ・イン・ザ・ストリート 』                     | - ポール・クリーブ 『殺人鬼ジョー』 - イアン・ハミルトン (作家) "Disciple of Las Vegas" - ジーン・ケリガン "The Rage" - ニコラ・アップソン "Fear in the Sunlight" - エレイン・ヴィエッツ "Fixing to Die"                                      |
| 2015年 | アレン・エスケンス "The Life We Bury"                                                | - ジョエル・ディケール 『ハリー・クバート事件』 - アレックス・マーウッド "The Killer Next Door" - マーラ・ナン "Present Darkness" - ローリー・レーダー＝デイ "The Black Hour" - スタヴ・シェレズ "Eleven Days"                                |
| 2016年 | ルー・バーニー "The Long and Faraway Gone"                                           | - クリスティ・ベルカミーノ "Blessed are Those who Weep" - マックス・アラン・コリンズ "Quarry's Choice" - サラ・ヒラリー "No Other Darkness" - ラグナル・ヨナソン 『雪盲』 - ジェームズ・W・ジスキン "Stone Cold Dead"                         |
| 2017年 | エイドリアン・マッキンティ "Rain Dogs"                                               | |

### 新人賞
| 年     | 受賞                                                      | ノミネート |
| ------ | --------------------------------------------------------- | --- |
| 1997年 | チャールズ・トッド 『出口なき荒野』                       | - マイケル・C・ホワイト 『兄弟の血』 - ジェイムソン・コール "A Killing in Quail County" - ジャン・グレーテル "Lie down with Dogs" - G・D・ギアリーノ "What the Deaf Mute Heard" - マイケル・フレイズ 『天使の悪夢』                                                                                         |
| 1998年 | リー・チャイルド 『キリング・フロアー』                   | - バーバラ・セラネラ "No Human Involved" - モーリーン・ジェニングス "Except the Dying" - ローズマリー・オーバート 『セカンド・チャンス』 - リサ・シー 『紅（くれない）の華網（はなあみ）』 - ジョゼフ・キャノン 『ロス・アラモス 運命の閃光』                                                               |
| 1999年 | ウィリアム・K・クルーガー 『凍りつく心臓』                | - ジョン・ビルハイマー "The Contrary Blues" - スティーヴ・ハミルトン 『氷の闇を超えて』 - ロビン・ハサウェイ 『フェニモア先生、墓を掘る』 - ウィリアム・ホフマン "Tidewater Blood" - J・ウォリス・マーティン 『水底の死者の眠り』 - リーサ・リアドン 『ビリーが死んだ夏』 - D・R・シャンカー 『十歳の囚人』 |
| 2000年 | ドナ・アンドリューズ 『庭に孔雀、裏には死体』             | - マーク・コギンズ "The Immortal Game" - ダン・フェスパーマン 『闇に横たわれ』 - スタン・ジョーンズ "White Sky, Black Ice" - グレッグ・メイン "Every Trace" |
| 2001年 | デイヴィッド・リス 『紙の迷宮』                           | - スティーヴン・ホーン 『確信犯』 - スコット・フィリップス 『氷の収穫』 - ボブ・トルラック "Street Level" - ジョー・シャーロン 『上海の紅い死』 |
| 2002年 | C・J・ボックス 『沈黙の森』                               | - K・J・エリクソン "Third Person Singular" - デイヴィッド・フルマー 『快楽通りの悪魔』 - M・K・プレストン "Perhaps She'll Die" - カリン・スローター 『開かれた瞳孔』 - サラ・ストロマイヤー 『バブルズはご機嫌ななめ』                                                                                      |
| 2003年 | ジュリア・スペンサー＝フレミング "In the Bleak Midwinter" | - デイヴィッド・コーベット 『悪魔の赤毛』 - ピップ・グレンジャー "Not All Tarts are Apple" - ジョナサン・キング 『真夜中の青い彼方』 - エディー・ミューラー "The Distance" - ベン・レーダー 『馬鹿★テキサス』                                                                                               |
| 2004年 | P・J・トレイシー 『天使が震える夜明け』                   | - ウィリアム・ランデイ 『ボストン、沈黙の街』 - オレン・スタインハウアー 『嘆きの橋』 - ウォレス・ストロビー "The Barbed-Wire Kiss" - ジャクリーン・ウィンスピア 『夜明けのメイジー』 - エドワード・ライト "Clea's Moon"                                                                                    |
| 2005年 | カルロス・ルイス・サフォン 『風の影』                     | - チャールズ・ベノー 『レッド・ダイヤモンド・チェイス』 - ジェイムズ・O・ボーン "Walking Money" - コリン・コッタリル 『老検死官シリ先生がゆく』 - クレア・マトゥーロ 『毒の花の香り』 - ウィル・トマス "Some Danger Involved"                                                                               |
| 2006年 | スチュアート・マクブライド 『花崗岩の街』                 | - ミーガン・アボット 『さよならを言うことは』 - ブライアン・フリーマン 『インモラル』 - ランドール・ヒックス "Baby Game" - デイヴィッド・ホスプ 『ダーク・ハーバー』 |
| 2007年 | ルイーズ・ペニー 『スリー・パインズ村の不思議な事件』     | - アレックス・ベレンスン 『フェイスフル・スパイ Faithful Spy』 - ギリアン・フリン 『Kizu―傷』 - トム・ギャベイ 『凶弾』 - ジョン・ハート 『キングの死』 - コーネリア・リード "A Field of Darkness" |
| 2008年 | タナ・フレンチ 『悪意の森』                               | - ゴードン・キャンベル "Missing Witness" - ショーン・チャコーヴァー "Big City, Bad Blood" - リサ・ラッツ 『門外不出探偵家族の事件ファイル』 - マット・ベイノン・リース 『ベツレヘムの密告者』 - マーカス・セイキー 『錆びた刃』                                                                             |
| 2009年 | トム・ロブ・スミス 『チャイルド44』                       | - トム・エパーソン "The Kind One" - ジュリー・クレイマー "Stalking Susan" - デヴィッド・レヴィーン "City of the Sun" - マイクル・スタンリー "A Carrion Death" - キャロリン・D・ウォール "Sweeping Up Glass"                                                                                                 |
| 2010年 | アラン・ブラッドリー 『パイは小さな秘密を運ぶ』           | - ジョシュ・バゼル 『死神を葬れ』 - レベッカ・キャントレル 『レクイエムの夜』 - ソフィー・リトルフィールド 『謝ったって許さない』 - アッティカ・ロック 『黒き水のうねり』 - スチュアート・ネヴィル 『ベルファストの12人の亡霊』                                                                             |
| 2011年 | ポール・ドイロン 『森へ消えた男』                         | - ルー・バーニー 『ガットショット・ストレート』 - ブルース・ダシルヴァ 『記者魂』 - グレアム・ムーア "Sherlockian" - ウィリアム・ライアン "The Holy Thief" - キース・トムスン 『ぼくを忘れたスパイ』 |
| 2012年 | テイラー・スティーヴンス 『インフォメーショニスト』       | - サラ・J・ヘンリー "Learning to Swim" - 東野圭吾 『容疑者Xの献身』 (The Devotion of Suspect X) - レナ・コバブール & アニタ・フリース 『スーツケースの中の少年』 - アリス・ラプラント 『忘却の声』 - S・J・ワトソン 『わたしが眠りにつく前に』                                                              |
| 2013年 | ジュリア・ケラー "A Killing In The Hills"                 | - アレックス・グレシアン 『刑事達の三日間』 - ティム・オマラ "Sacrifice Fly" - デイヴィッド・マーク "The Dark Winter" - マイクル・シアーズ 『ブラック・フライデー』 - オーウェン・ラウカネン "The Professionals"                                                                                            |
| 2014年 | バリー・ランセット "Japantown"                            | - ハンナ・ケント "Burial Rites" - チャーリー・ラヴェット "The Bookman's Tale" - ベッキー・マスターマン 『消えゆくものへの怒り』 - ジェニー・ミルシュマン "Cover of Snow" - デレク・B・ミラー "Norwegian by Night"                                                                                           |
| 2015年 | ジュリア・ダール "Invisible City"                         | - アダム・ブルックス 『暗号名ナイトヘロン』 - M・P・クーリー "Ice Shear" - エリザベス・リトル "Dear Daughter" - ローラ・マクヒュー "The Weight of Blood" - ウィリアム・ショー "She's Leaving Home" |
| 2016年 | アスマ・ゼハナト・カーン "The Unquiet Dead"               | - ジョン・A・コネル "Ruins of War" - グレン・エリック・ハミルトン 『眠る狼』 - エルザ・ハート "Jade Dragon Mountain" - ポーラ・ホーキンス 『ガール・オン・ザ・トレイン』 - ブライアン・パノウィシュ "Bull Mountain"                                                                                         |
| 2017年 | ニコラス・ペトリ 『帰郷戦線―爆走―』                       | |

### 特別賞
2000年代ベスト賞
| 受賞                                                                  | ノミネート |
| --------------------------------------------------------------------- | --- |
| スティーグ・ラーソン 『ミレニアム1 ドラゴン・タトゥーの女』（2005年） | - ケン・ブルーウン 『酔いどれに悪人なし』（2001年） - マイクル・コナリー 『リンカーン弁護士』（2005年） - デニス・ルヘイン 『ミスティック・リバー』（2001年） - ルイーズ・ペニー 『スリー・パインズ村の不思議な事件』（2005年） - カルロス・ルイス・サフォン 『風の影』（2001年） |